# Gustaf Douglas
Gustaf Douglas (* 3. März 1938 in Stockholm; † 3. Mai 2023) war ein schwedischer Unternehmer.

## Leben
Er studierte Wirtschaftswissenschaften an der Harvard Business School. Nach seinem Studium leitete er von 1973 bis 1980 die schwedischen Zeitungen Dagens Nyheter und Expressen. Danach gründete er 1984 das schwedische Unternehmen  Investment AB Latour. Douglas hielt bedeutende Anteile am schwedischen Unternehmen Assa Abloy und am Sicherheitsunternehmen Securitas AB. Gemeinsam mit dem schwedischen Unternehmer Melker Schörling kontrollierte er das Unternehmen Securitas AB. Nach Angaben des US-amerikanischen Forbes Magazin gehörte Douglas zu den reichsten Schweden. Am 16. Mai 2013 erwarb er den Tre-Skilling-Banco-Fehldruck, eine der seltensten und teuersten Briefmarken der Welt.

## Familie
Graf Gustaf Douglas aus der schwedischen Linie des schottischen Clans Douglas mit Familiensitz in Stjärnorp (Östergötland) war ein Sohn des schwedischen Botschafters Graf Carl Douglas (1908–1960) und seiner Frau Ottora, Tochter des Otto Ludwig Haas-Heye. Douglas war mit Elisabeth Freiin von Essen verheiratet und hat zwei Söhne. Das von ihnen bewohnte Schloss Rydboholm stammt aus der Familie von Essen. Seine Schwester Elizabeth (* 1940) ist mit Max Emanuel Herzog in Bayern, die Schwester Dagmar Rosita (* 1943) war mit John Spencer-Churchill, 11. Duke of Marlborough verheiratet.